# Comuna Vilșane, Sosnîțea
Vilșane (în ucraineană Вільшане) este o comună în raionul Sosnîțea, regiunea Cernihiv, Ucraina, formată din satele Hai și Vilșane (reședința).

## Demografie
Componența lingvistică a comunei Vilșane
     Ucraineană (98,78%)
     Rusă (1,22%)
Conform recensământului din 2001, majoritatea populației comunei Vilșane era vorbitoare de ucraineană (98,78%), existând în minoritate și vorbitori de rusă (1,22%).